# Hermann Breith
Hermann Albert Breith (7 de mayo de 1892-3 de septiembre de 1964) fue un general alemán de Panzertruppe, sirviendo durante la Segunda Guerra Mundial. 
Ganador de la Cruz de Caballero de la Cruz de Hierro con Hojas de Roble y Espadas en reconocimiento de su valentía extrema en el campo de batalla y el liderazgo militar exitoso. Breith es conocido por haber comandado el III Cuerpo Panzer.

## Condecoraciones
- Cruz de Hierro (1914)

2 ª clase (10 de septiembre de 1914)
1 ª Clase (30 de julio de 1916)
- Cruz de Caballero de la Orden de la Real Casa de Hohenzollern con Espadas (28 de octubre de 1918)
- Cruz Hanseática de Hamburgo (16 de abril de 1917)
- Cruz de Honor
- Medalla de los Sudetes, con el Castillo de Praga Bar
- Cruz de Hierro

2 ª clase (23 de septiembre de 1939)
1 ª Clase (2 de octubre de 1939)
- Medalla de herido (en negro, en plata, en oro)
- Insignia de Batalla de Tanques (plata) (Panzerkampfabzeichen) (20 de mayo de 1940)
- Medalla del frente oriental (1 de agosto de 1942)
- Cruz de Caballero de la Cruz de Hierro con Hojas de Roble y Espadas
- Cruz de Caballero el 3 de junio de 1940 como Oberst y comandante de la 5 Panzer-Brigade
- Hojas de roble el 31 de enero de 1942 como Mayor General y comandante de la 3. Panzer-Division
- Espadas el 21 de febrero de 1944 como General der Panzertruppe y comandante general de la III. Panzer-Korps